# Syndipnus lindemansi
Syndipnus lindemansi är en stekelart som beskrevs av Teunissen 1953. Syndipnus lindemansi ingår i släktet Syndipnus och familjen brokparasitsteklar. Inga underarter finns listade i Catalogue of Life.